# Corticarina khnzoriani
Corticarina khnzoriani es una especie de coleóptero de la familia Latridiidae.

## Distribución geográfica
Habita en los territorios que antes se llamaban Unión  Soviética, Siberia, Vladivostok.